# Acido avenoleico
L'acido avenoleico  è un acido grasso  composto da 18 atomi di carbonio, con 2 doppi legami in posizione 9=10 e 12=13 in configurazione cis e un gruppo ossidrile -OH in posizione 15.
Identificato nel 1997 nei galattolipidi dei semi di avena, da cui prende il nome, rappresenta il 65% della struttura dei glicolipidi nei semi di avena.
La biosintesi ipotizzata avverrebbe attraverso enzimi lipossigenasi(n-3) che catalizzano l'ossidazione dell'acido α-linolenico formando un acido idrossiossi-ottadecetrienoico che attraverso reduttasi diviene un acido grasso idrossilato.